# Episodi di Un medico tra gli orsi (seconda stagione)
Questa voce contiene riassunti, dettagli e crediti dei registi e degli sceneggiatori della seconda stagione della serie televisiva Un medico tra gli orsi. Negli Stati Uniti è stata trasmessa per la prima volta l'8 aprile 1991 e si è conclusa il 20 maggio 1991. In Italia è andata in onda per la prima volta su Rai 2 dal 14 al 21 giugno 1995.
| nº | Titolo originale    | Titolo italiano          | Prima TV USA   | Prima TV Italia |
| -- | ------------------- | ------------------------ | -------------- | --------------- |
| 1  | Goodbye to All That | Epilogo d'amore          | 8 aprile 1991  | 14 giugno 1995  |
| 2  | The Big Kiss        | Come nelle favole        | 15 aprile 1991 | 15 giugno 1995  |
| 3  | All Is Vanity       | Amore è...               | 22 aprile 1991 | 16 giugno 1995  |
| 4  | What I Did for Love | Cosa non si fa per amore | 29 aprile 1991 | 18 giugno 1995  |
| 5  | Spring Break        | Febbre di primavera      | 6 maggio 1991  | 19 giugno 1995  |
| 6  | War and Peace       | Guerra e pace            | 13 maggio 1991 | 20 giugno 1995  |
| 7  | Slow Dance          | Alta strategia           | 20 maggio 1991 | 21 giugno 1995  |

## Epilogo d'amore
- Diretto da Stuart Margolin
- Scritto da Robin Green

A otto mesi dal suo arrivo a Cicely, proprio quando sta per tornare a New York per due settimane di agognata vacanza, Elaine comunica a Joel che lo lascia, dopo una relazione di 12 anni, per un uomo molto più vecchio di lei, tale Dwight, un giudice federale di Louisville in pensione, e va a vivere con lui in Kentucky. Cosa più terribile è che lo lascia per lettera, via posta. La notizia diventa subito di pubblico dominio in Cicely, in modo tale che tutti si premurano di comunicare al dottore il proprio cordoglio.
Joel chiede inizialmente aiuto a Chris, cercando subito cioè una nuova avventura per dimenticare Elaine, e il dj gli propone Alison, un'amica della sua nuova ragazza. Ma questa, che studia alla Brown University, in Providence, Rhode Island, a fine serata afferma di non aver fatto 8.000 km per trovare uno col quale avrebbe potuto flirtare al suo corso di chimica.
Ed, inizia ad avere un ruolo del tutto peculiare nel serial. In questo episodio guida la catarsi di Joel con una tecnica psicodrammatica cinematografica: in apprensione per il dottore, decide di dirigere per lui un epilogo: Joel infatti, dopo giorni di depressione, arguisce che la sua storia amorosa con Elaine sia terminata senza che lui avesse potuto fare qualcosa. L'epilogo viene naturalmente ambientato a New York e ricorda l'episodio più bello della storia di Joel ed Elaine, come raccontato dallo stesso Fleischman a Ed, ma si svolge davanti al The Brick ed è Maggie a impersonare Elaine. Joel si sente, in un qualche modo, sollevato.
Holling installa al The Brick un'antenna televisiva satellitare come regalo per Shelly, ma lei ne diventa completamente dipendente, tanto da smettere di dormire, spendere tutti i loro risparmi con le televendite ed esperire addirittura il craving.
Nessun altro in paese ha questo problema, ma la televisione attira molte persone al locale, fungendo da nuovo elemento di socializzazione. Maurice, dal par suo, è poco contento di come si siano messe le cose soprattutto perché l'amico Chris, che usualmente passava il mercoledì sera da lui a vedere il notiziario della CBS da Pechino, lo bidona per stare al The Brick con gli altri. Anche Ed rifiuta un film da Maurice per una partita di rugby da Holling.
A causa di un albero caduto sulla sua roulotte (come da 1.7), Chris vive nella stazione radio, gentilmente concessa da Maurice contro una leggera riduzione dello stipendio. Qui, in qualità di "uomo di chiesa", amministra la sua prima confessione alla cattolica Shelly, terminando abbastanza goffamente con un canto buddista.
Attualmente Chris si sta vedendo con una ragazza di Swarthmore, Pennsylvania, venuta in Alaska per studiare i rituali degli indiani Tsimshian nei dintorni di Metlakatla, città all'estremo meridionale.

### Guest star
- Alison - Therese Xavier Tinling (anche in 5.11)
- Richard "Rick" Pederson
- Proprietaria del cinema - Margaret Mason
- Tori Gould, al cinema, la ragazza che emerge dal passato di Joel - Beverly Leech
- Joel quindicenne - Grant Gelt, che ha vinto un Award per questa apparizione

### Colonna sonora
- Stardust
- R.B. Blues - Ruth Brown
- Down Hearted Blues - Mildred Bailey
- Guitars, Cadillacs - Dwight Yoakam
- One Foot Draggin' - The Coasters
- It's Just a Girl Thang - Icey J
- Let's Dance - Benny Goodman
- Tea With Alice
- Tema da "Magnum, P.I." Theme
- Get Your Life
- Blue Moon - Billie Holiday

### Citazioni
- Seven Sister, una famosa accademia americana femminile di belle arti
- Ed cita la celebre sequenza finale di Il laureato di Mike Nichols, che viene poi vissuta in un'esperienza onirica da Joel.
- Vite vendute

## Come nelle favole
- Diretto da Sandy Smolan
- Scritto da Henry Bromell

Ed vorrebbe sapere qualcosa di più sui suoi genitori, che l'hanno abbandonato appena nato, ma i membri della tribù che l'hanno cresciuto hanno ricordi molto discordanti sul suo ritrovamento e sui suoi genitori. L'unica cosa su cui tutti concordano è il nome del padre, Smith. A cercare d'aiutarlo in maniera più efficace è invece uno spirito guida, Quello Che Aspetta, un indiano vissuto due secoli prima.
Chris perde la voce a causa della vista di una bella donna. Per ritrovarla, tanto la saggezza indiana quanto il mito occidentale gli consigliano di fare l'amore con la donna più bella del villaggio. Maggie si dimostra disponibile ad aiutarlo, anche solo per fare dispetto a Joel.
Maurice, riflettendo su quanto accaduto a Chris, si rende conto che quello per Shelly non è mai stato vero amore, ma solo un'infatuazione.

### Guest star
- Signora Emerson, la vicina di Ed che lo invita a cena - Carolyn Byrne
- Ragazza con giaccone rosso - Jessika Cardinahl
- Zia di Ed - Geraldine Keams
- Persona al Bingo - Rosetta Pintado (anche in 3.12)
- Persona al Bingo - Katherine Dayd
- Persona al Bingo - Susan Morales (anche in 5.5, 6.18)
- Persona al Bingo - Oscar Kawagley
- Quello Che Aspetta - Floyd "Red Crow" Westerman (come tale anche in 4.13)
- Smith - Eloy Casados
- Clem Tillman - David J. Guppy (come tale anche in 1.1, 1.5 e 3.5)

### Colonna sonora
- Closings #4
- She is Not Thinking of Me - Louis Jordan
- David Schwartz
- Ya Ya - Lee Dorsey
- Mambo Baby - Ruth Brown
- Truly Do - Bud and Travis
- Let the Tear Drops Fall - Patsy Cline
- Pretty Lady - "Pacific Overtures"
- Weiner Cafe
- Tea With Alice
- Reach Out and Touch
- David Schwartz
- La Mer - Charles Trenet
- Honeysuckle Rose - Django Reinhardt e Stéphane Grappelli
- Third Man Theme - Anton Karas
- When I grow Too Old to Dream - Nat King Cole

### Citazioni
- Ed è stimolato alla ricerca dei propri genitori dalla visione di La città dei ragazzi di Norman Taurog.
- Bellevue Hospital
- Gioconda
- Luciano Pavarotti
- Ser Galvano

## Amore è...
(Shakespeare sonetto 116)
- Diretto da Nick Marck
- Scritto da Diane Frolov e Andrew Schneider

Al The Brick due avventori un po' alticci discutono sul fatto se sia il pastore tedesco o il labrador il miglior cane al mondo. La discussione trascende e Holling, con sangue fermo, riesce ad allontanare dal locale il tipo più aggressivo. Shelly rimane molto colpita dell'atteggiamento così maschio, così cool, di Holling. Durante l'ovviamente conseguente amplesso, Shelly osserva, senza alcuna intenzione critica, come Holling non sia circonciso. L'uomo si sente come obbligato, a questo punto, a circoncidersi, e lo propone a Joel adducendo che è "alla moda". Subito la cosa diventa di dominio pubblico, Chris ne parla alla radio e gli avventori del locale ne discutono animatamente. Joel riuscirà però a evitargli quest'intervento inopportuno.
Nella sala d'aspetto del dottor Fleischman muore un uomo sconosciuto, il paziente numero 9. Mentre si tenta inutilmente di scoprirne l'identità, per quanto non sia uno di loro, gli abitanti di Cicely vi si affezionano a tal punto che impediscono a Joel di spedire il corpo a Juneau per la legale autopsia, perché ormai "è uno di loro". Gli tributano un sentito funerale, che costringe tutti a riflettere sulla propria mortalità.
Il padre di Maggie, Frank O'Connel, dirigente automobilistico in pensione, si trova a Cordova, e decide di raggiungere la figlia a Cicely. L'arrivo abbastanza imprevisto di chi ha sempre disapprovato le sue relazioni con uomini inaffidabili, costringe Maggie a presentargli come proprio fidanzato il dottor Fleischman. Joel, dopo l'iniziale ritrosia, si cala divertito nella parte, prendendoci gusto ben più di quanto Maggie desideri.

### Guest star
- Martin, l'ubriaco - Rex Linn
- Frank O'Connell, papà di Maggie - John McCann
- Paziente nº 10  - Cathy Bryan
- Donna al The Brick che si complimenta con Holling - Sharon Collar (come tale anche in 3.6, 3.23, 5.23)
- Marito della precedente - O.C. "Mac" McCallum
- Uomo dell'assemblea - Peter Bradshaw (anche in 3.21)
- Uomo dell'assemblea - Charles Russo

### Colonna sonora
- Honky Tonk Angels - Kitty Wells
- Bon Soir Dame - Bud and Travis
- Saturday Night is the Loneliest Night of the Week - Rosemary Clooney
- Angie da "Wild Is the Wind"
- Adaggio dalla Sinfonia nº 7 di Beethoven
- Tradition da Fiddler on the Roof
- If I Were a Rich Man da Fiddler on the Roof
- Diet of Strange Places - kd lang

### Citazioni
- Al funerale dello sconosciuto, Maggie legge il sonetto 116 di William Shakespeare.
- Vanitas vanitatum et omnia vanitas

## Cosa non si fa per amore
- Diretto da Steven Robman
- Scritto da Ellen Herman

Joel sta per tornare a New York per una vacanza, ma in un sogno ricorrente Maggie prevede la sua morte: indossa un cappello di feltro nero sull'aereo da Anchorage a New York.
Tutti a Cicely tentano di convincerlo a non andare e, sicuri della credibilità della premonizione, gli fanno pure un elogio funebre preventivo. Alla fine, decide di rinunciare al viaggio non per superstizione, ma per pura gelosia nei confronti di Dave Ginzburg, il medico che è stato mandato a sostituirlo: questi infatti ha già conquistato tutti, e, convinto anche lui della prossima dipartita di Joel, si è già adoperato a installarsi definitivamente nello studio d'Alaska. Joel ipotizza inoltre della malafede del dottor Ginzburg: è troppo perfetto per essere vero ebreo e vero newyorkese, e inoltre è aperto, cordiale, amante della natura, desideroso di conoscere gli usi e le tradizioni locali.
È aprile e, come ogni anno, il professor Ben Bozzer visita l'Alaska per studiare le lepri bianche. Sua moglie, Ingrid Klochner, invece, come ogni anno, fa visita a Maurice, animata da una certa passione per gli astronauti (i due si conobbero a Cape Canaveral). Durante la notte Ingrid scopre che Maurice è affetto da apnee notturne, e coinvolge il dottor Fleischman nella diagnosi: è in realtà affetto da una forte allergia verso il mohair.

### Guest star
- Ingrid Klochner - Elizabeth Huddle
- Signor Streisand, la morte - Paul Fleming
- Dottor David Ginzburg - Leo Geter
- Compare, senza essere nominato, Hayden Keyes - James L. Dunn
- Signora Streisand, la morte - Laura Kenny

### Colonna sonora
- The Sunshine of Love - Louis Armstrong
- Overture di The King and I
- Buck's Neuvelle Jole Blon - Buckwheat Zydeco
- I'm in Love With a Wonderful Guy
- On the Street Where You Live
- I Could Have Danced All Night
- I'm a Little Teapot
- Lullaby - Maureen Forrester
- You Do Something to Me - Sinead O'Connor
- Mr. Streisand's Tango - David Schwartz

### Citazioni
- Nei suoi sogni ricorrenti, Maggie gioca a Cluedo con Joel e impersona Miss Scarlett.
- Joel si immagina protagonista della sequenza onirica di La vita è meravigliosa di Frank Capra, nel quale osserva la vita senza di lui.

## Febbre di primavera
- Diretto da Rob Thompson
- Scritto da David Assael

Sono passati dieci mesi dall'arrivo del dottor Fleischman a Cicely.
La febbrile attesa del disgelo causa effetti particolari negli abitanti bianchi di Cicely: Joel e Maggie sono in uno stato di costante eccitazione e sono irresistibilmente attratti l'uno dall'altra; Maurice diventa un perfetto casalingo; Shelly sente il bisogno di leggere un libro qualsiasi, pur non capendo nulla di ciò che legge.
Qualcuno è invece spinto dalla "febbre di primavera" a rubare apparecchi radio. Maurice fa arrivare in paese per investigare il sergente Barbara Semanski ("800 km in auto per indagare sul furto di un'autoradio?") e ne rimane completamente affascinato: forte, determinata, bella. Ma la poliziotta non ricambia l'interesse, perché le premurose attenzioni dell'uomo nei suoi confronti (determinate dalla meteoropatia) lo fanno apparire ai suoi occhi troppo effeminato. A scoprire il responsabile dei furti invece della professionista sarà l'investigatore dilettante Ed.
Holling, sempre pacifico, in questo periodo dell'anno deve fare a botte con qualcuno. Si racconta che l'anno prima abbia spaccato la mascella a tale Fritz Hyman, che ora porta una vite a permanenza. Tenta di trovare qualcuno con le scuse più banali o provocando appositamente dei danni: non porta le posate a un avventore; a un altro gli getta del latte in testa e poi gli spalma una torta addosso, quindi gli pesta un piede, ottenendo solo un "grazie!" sentito; sbaglia un'ordinazione appositamente; per ultimo, implora Steve di offrirgli la mascella, ma questi rifiuta ("la mia assicurazione non mi copre gli interventi odontoiatrici al di sopra dei 500 dollari!"). Sarà la mascolina agente Semanski, campione di boxe della Polizia di Stato per tre anni di fila, ad accettare. Viene quindi preparato un ring nel locale, i due iniziano a combattere ma, proprio sul più bello, i ghiacci finalmente si rompono. Holling di punto in bianco perde la sua carica "meteopatica" e rifiuta di battersi con una donna, la quale, però, lo manda KO.
La rottura dei ghiacci è festeggiata con la tradizionale "Corsa dei Tori": gli uomini di Cicely, Joel compreso, corrono nudi in mezzo alla neve, per la via principale del villaggio. 

### Guest star
- Sergente Barbara Semanski - Diane Delano
- Lumber Jack, primo interlocutore di Holling - Gregg Loughridge (anche in 4.12 come "fratel Giacomo")
- Gary McClellan, secondo interlocutore e arbitro all'incontro di boxe - John Mese
- Steve, l'ultima persona alla quale Holling implora di battersi - Gary Taylor (come abitante della città, di professione taglialegna, anche in 1.2, 3.5, 3.17, 4.3, 5.20 e 6.11)

### Colonna sonora
- D.W. Suite - Lindsey Buckingham
- Crazy - Patsy Cline
- Big Bad Bill - Leon Redbone
- Simply Irresistible - Robert Palmer
- Bon Soir Dame - Bud and Travis
- El Cajon - Stan Getz
- Everybody be Yo Self - Chic Streetman
- Aria da Norma
- Tea With Alice

### Citazioni
- Chris legge alla radio il libro per bambini Nel paese dei mostri selvaggi di Maurice Sendak
- Shelly legge L'arcobaleno di David Herbert Lawrence
- Ed è ispirato nelle sue indagini dai film su Charlie Chan, della serie con Warner Oland (Charlie Chan a Broadway o Charlie Chan a Parigi?)

## Guerra e pace
- Diretto da Bill D'Elia
- Scritto da Henry Bromell e Robin Green

Non è ancora luglio. A Cicely arriva il famoso (fittizio) musicista russo Nikolai Ivanovich Appolanov, che una volta l'anno vi trascorre qualche tempo per riposarsi dalle fatiche della celebrità in mezzo a persone amiche: porta infatti regali a tutti, tra cui, a Chris un disco di Joséphine Baker alle Folies Bergère, e a Ed il kippah (il copricapo ebraico) del nonno di Woody Allen, Cantor Konigsberg (Ed incontrerà poi la nonna di Woody in 3.4). Joel afferma di averlo sentito cantare anni prima al Carnegie Hall. Era stato spinto da Elaine, la sua ex, ad andarci, ma durante il concerto il suo giudizio sul cantante pop cambiò radicalmente.
Tutti lo adorano, ad eccezione del soldato americano Maurice, con cui si rinnova una vecchia quanto folkloristica rivalità tipo guerra fredda, che rischia di sfociare in un vero duello con le pistole. Solo il dottor Fleischman si accorge della drammaticità di tale iniziativa, ed è scioccato dal fatto che nessuno, in paese, se ne renda conto e si opponga a tale violento "regolar conti" d'altri tempi. Tentando di guidare la realtà come fosse il master di un gioco di ruolo, Joel riesce, teatralmente, a deviare il corso degli eventi.
Ed si prende una bella cotta per Penna Leggera Duncan, ma sono le lettere che Chris, novello Cyrano, scrive per lui, a conquistarla. Per Ed è il primo amore, ma dura poco, perché la ragazza scopre presto la verità.
È da giorni che Holling non riesce a dormire a causa del ripetersi martellante di strani sogni. Poiché le medicine di Joel non hanno alcun effetto, decide di andare a caccia per uccidere un alce. Infatti, similarmente, anni addietro, fu proprio un incubo ricorrente a trasformarlo da trapper a pacifico fotografo. Nei boschi, elemento naturale di Holling, il nostro cade addormentato e, quando si risveglia, fa amicizia con un cerbiatto.

### Guest star
- Dave il cuoco - William James "Whitee Eaglee" Aquila Bianca (come tale anche in 3.2 e in una scena tagliata di 3.4).
- Nikolai Ivanovich Appolanov - Elya Baskin
- Padre Duncan - Alan Fudge
- Penna Leggera Duncan - Dana Andersen

### Musica
- I Don't Care - Hank Williams
- Love Is a Many-Splendored Thing - John Williams
- L'Internazionale
- Ochi ch'rnye - cantata da Nikolai
- Quadri da un'esposizione - Modest Petrovič Musorgskij
- Romeo e Giulietta - Pëtr Il'ič Čajkovskij
- One More Kiss Dear - da Blade Runner
- Lara's Theme - da Il dottor Živago
- What'll I Do? - Irving Berlin cantata da Nikolai

### Citazioni
- Guerra e pace di Lev Tolstoj
- Il dottor Živago di David Lean
- Henry Miller
- Cyrano de Bergerac
- Charles Baudelaire, I fiori del male poesia "Il gatto"
- Alien di Ridley Scott
- Caro Scott, Cara Zelda: lettere d'amore tra F. Scott e Zelda Fitzgerald, ed. Jackson R. Bryer and Cathy W. Banks (2002)
- Elizabeth Barrett e Robert Browning
- Ward Cleaver e June Cleaver in Leave It to Beaver
- La città dei ragazzi di Norman Taurog
- Bambi

## Alta strategia
- Diretto da David Carson
- Scritto da Andrew Schneider e Diane Frolov

Rick deve effettuare il biennale esame di guida per aerotaxi e il suo istruttore nonché esaminatore è proprio Maggie, la sua ragazza. Purtroppo per lui, Maggie è integerrima e, scoprendo proprio in questa occasione che il ragazzo è daltonico, non può fare a meno di segnalarlo, facendo sì che Rick perda l'abilitazione.
In questo momento di crisi di coppia, Rick viene colpito dalla "maledizione O'Connell" in maniera alquanto bizzarra: viene infatti ucciso dal satellite Comsat 4, che, aveva annunciato la Nasa, stava rientrando nell'atmosfera. Chris, via radio, aveva ironizzato la mattina stessa sul destino dei dinosauri, estinti per opera di un meteorite.
Maurice vende un immobile a Ron Bantz ed Erick Hillman, che vorrebbero trasformarlo in albergo. Scoprendo che i due sono gay, è diviso fra le remore morali, le possibilità di un bel profitto e la paura di mettere in discussione la propria sessualità: condivide infatti con dei "pervertiti" (come lui li considera) il passato nei marines, l'amore per la lirica e per la buona cucina.
Shelly è disturbata dall'incontro di Holling con Anita, una vecchia amica che non vedeva da 20 anni, con la quale può rievocare tempi lontani trascorsi insieme (come le manifestazioni per impedire la trasformazione del Territorio d'Alaska nel 49º Stato degli USA avvenuta poi nel 1958). Gelosa, Shelly tenta di dimostrare a Holling che anche lei può sostenere vere conversazioni e non solo scaldargli il letto.

### Guest star
- Richard "Rick" Pederson
- Ron Arthur Bantz - Doug Ballard
- Erick Reese Hillman - Don McManus
- Anita Bruneau - Megan Cole
- Gary, il pretendente di Maggie - Pat Millicano
- Valerie, che spinge affinché Maggie vada a letto con suo marito Bill - Kit McDonough
- Cliente al The Brick - J.R. Clarke

### Colonna sonora
- Willow Tree - Alton and Hortense Ellis
- Sugarmoon - kd lang
- Fool Paradise - Charles Brown
- Oh! What a Beautiful Mornin' - da Oklahoma!
- Patetica - Ludwig van Beethoven
- Reach Out and Touch
- Is That All There Is - Peggy Lee
- Juliet of the Spirits
- Canzone da Moulin Rouge - Percy Faith
- Let the Teardrops Fall - Patsy Cline
- Mambo Baby - Ruth Brown
- At Last - Etta James

### Citazioni
- Homo novus
- Judy Garland
- Gwen Verdon
- Lucretia Mott
- John Foster Dulles
- Mickey Mantle
- Espressionismo astratto
- Caso Rosenberg
- Grace Kelly
- Audrey Hepburn
- Jonas Salk